# Crue du Tarn en 1930

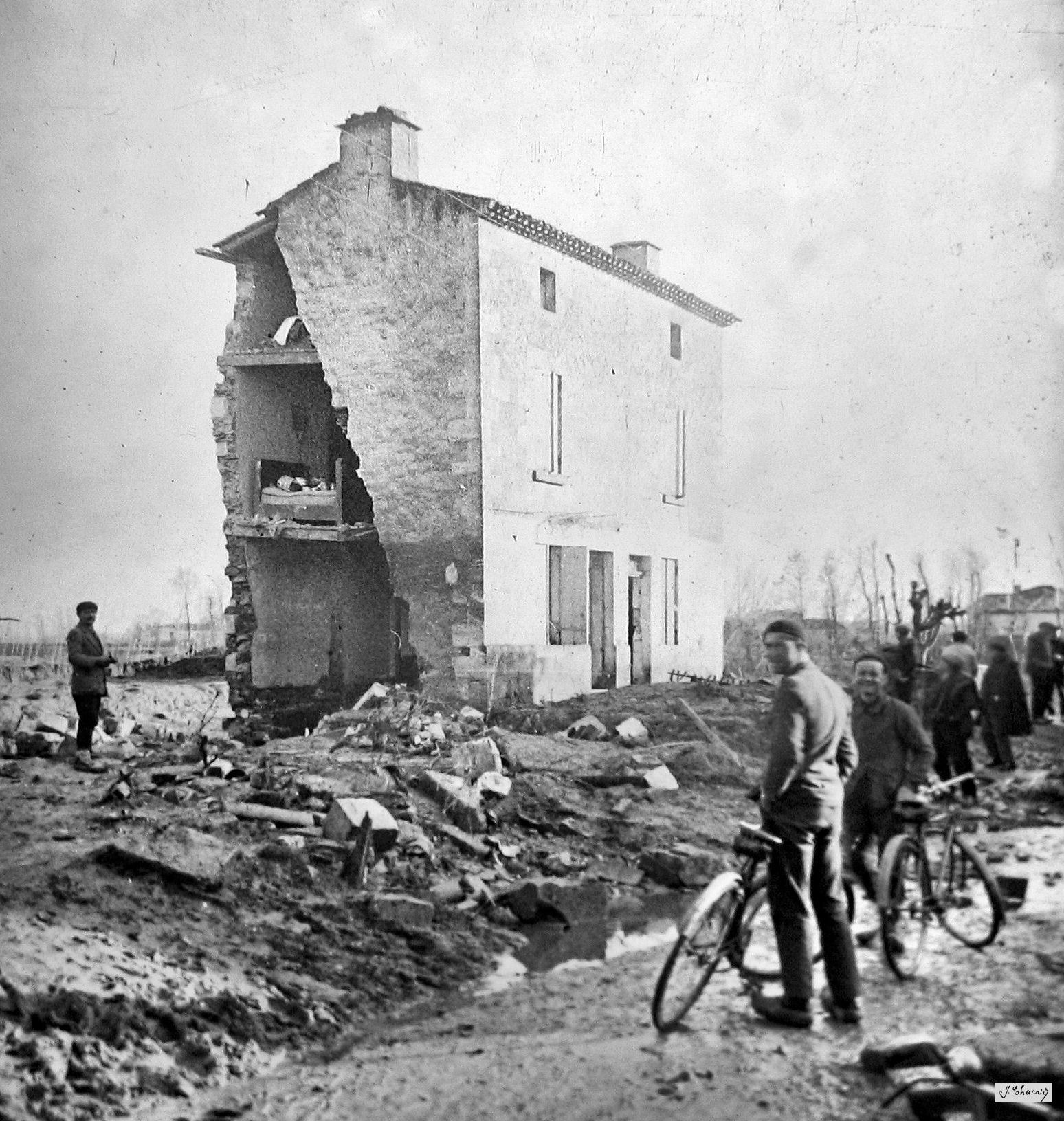
Couthures-sur-Garonne : une maison détruite par la crue de la Garonne.

La crue du Tarn en 1930 est une crue centennale du Tarn, de ses affluents l'Agout et l'Aveyron, de ses sous-affluents le Thoré et l'Arnette, et aussi de la Garonne. Elle a provoqué une inondation dévastatrice du 1er au 4 mars 1930 dans plusieurs départements du Sud-Ouest de la France.

## Bilan et conséquences
Des milliers de maisons, des dizaines de ponts et de kilomètres de routes et de voies ferrées sont endommagés ou détruits ; on dénombre des centaines de morts.
À Montauban, chef-lieu du Tarn-et-Garonne, Arthur Poncelet, Adolphe Poult, son ami René Bousquet et Marcel Lefranc sauvent des dizaines de personnes de la noyade.
Dans le même département, la ville de Moissac est la plus touchée par ces inondations dévastatrices,. Les départements de l'Aude, du Lot-et-Garonne (dont notamment Agen) et du Tarn sont aussi particulièrement atteints.
Ces événements catastrophiques donnent lieu le 9 mars 1930 à une journée de deuil national — pour la première fois en France au XXe siècle, — après que le président de la République d'alors, Gaston Doumergue, lui-même originaire du Midi de la France, se fut rendu sur les lieux, accompagné d'André Tardieu. Le Gouvernement français alloue une importante aide financière pour reconstruire les zones dévastées, soutenue par une solidarité nationale, et internationale (Yougoslavie, Pays-Bas, Maroc) notamment à Moissac, commune la plus sinistrée par ces inondations exceptionnelles décrites comme la « crue du siècle »,.
François Coty participe aux efforts en faisant construire quatre fermes modèles conçues par des architectes afin de résister aux futures inondations, les offrant en toute propriété à des familles méritantes. Le pape Pie XI fait adresser un chèque à l’évêque de Montauban pour la prise en charge des victimes. Le nombre de décès dus à ces inondations est aujourd'hui estimé à environ 700.